# Esmery-Hallon
Esmery-Hallon és un municipi francès situat al departament del Somme i a la regió dels Alts de França. L'any 2007 tenia 764 habitants.

## Demografia

### Població

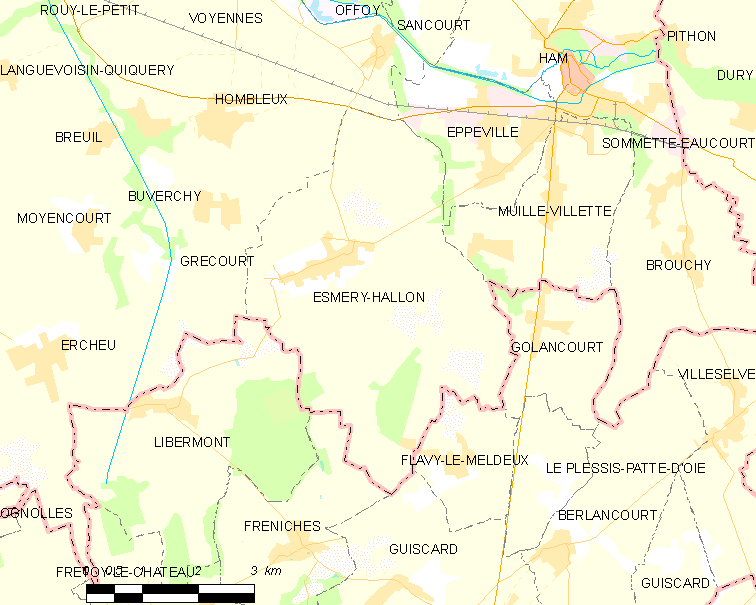
mapa del municipi

El 2007 la població de fet d'Esmery-Hallon era de 764 persones. Hi havia 290 famílies de les quals 55 eren unipersonals (20 homes vivint sols i 35 dones vivint soles), 98 parelles sense fills, 106 parelles amb fills i 31 famílies monoparentals amb fills.
La població ha evolucionat segons el següent gràfic:
Habitants censats

### Habitatges

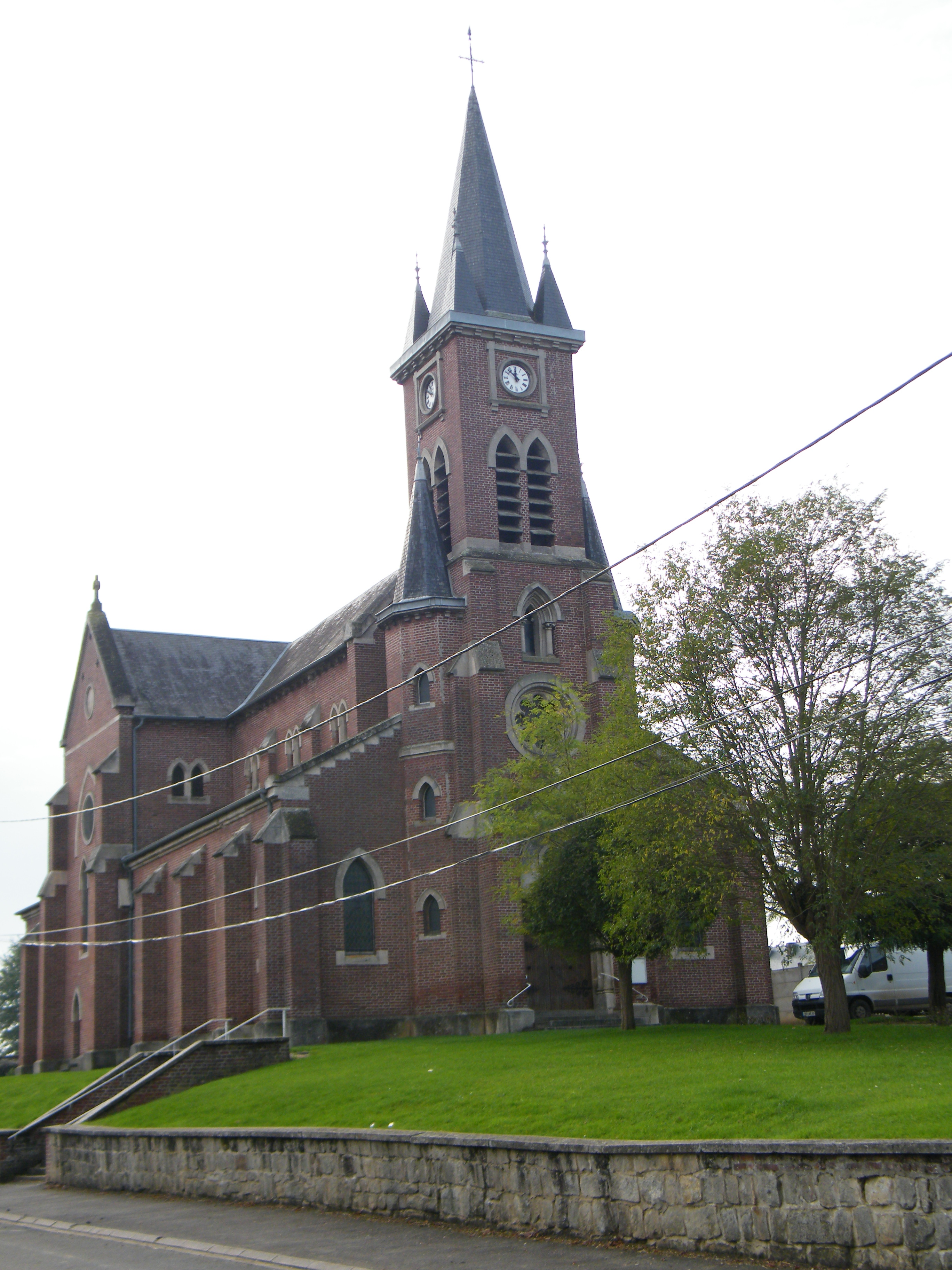

El 2007 hi havia 333 habitatges, 290 eren l'habitatge principal de la família, 20 eren segones residències i 23 estaven desocupats. Tots els 332 habitatges eren cases. Dels 290 habitatges principals, 248 estaven ocupats pels seus propietaris, 35 estaven llogats i ocupats pels llogaters i 7 estaven cedits a títol gratuït; 1 tenia una cambra, 11 en tenien dues, 51 en tenien tres, 82 en tenien quatre i 146 en tenien cinc o més. 225 habitatges disposaven pel capbaix d'una plaça de pàrquing. A 127 habitatges hi havia un automòbil i a 135 n'hi havia dos o més.

### Piràmide de població

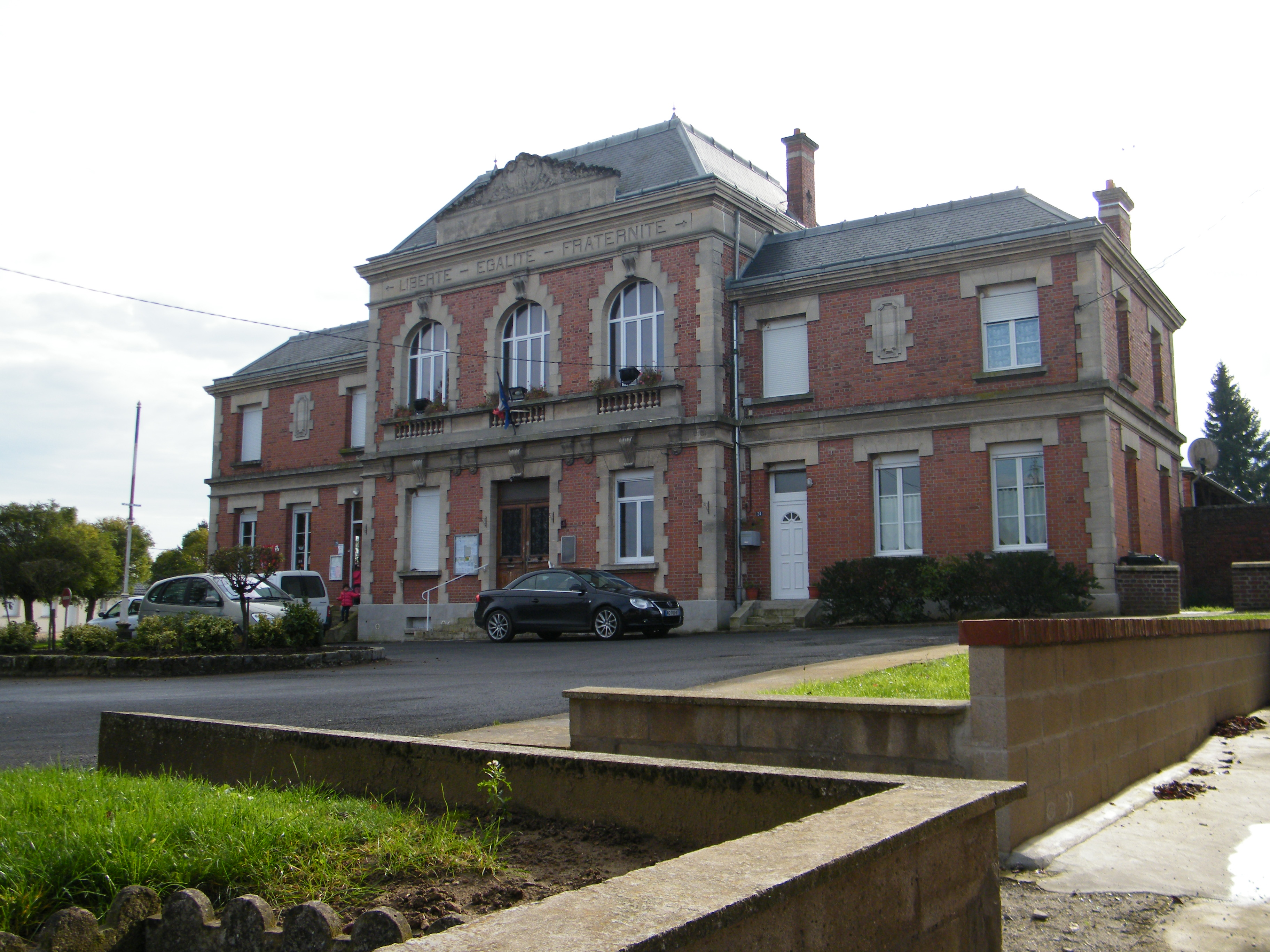

La piràmide de població per edats i sexe el 2009 era:
| Homes | Edats   | Dones |
| ----- | ------- | ----- |
| 0     | 95 o +  | 4     |
| 0     | 90 a 94 | 8     |
| 4     | 85 a 89 | 4     |
| 8     | 80 a 84 | 4     |
| 16    | 75 a 79 | 12    |
| 20    | 70 a 74 | 24    |
| 16    | 65 a 69 | 28    |
| 16    | 60 a 64 | 8     |
| 20    | 55 a 59 | 16    |
| 16    | 50 a 54 | 32    |
| 20    | 45 a 49 | 8     |
| 36    | 40 a 44 | 40    |
| 28    | 35 a 39 | 24    |
| 40    | 30 a 34 | 40    |
| 24    | 25 a 29 | 20    |
| 16    | 20 a 24 | 12    |
| 16    | 15 a 19 | 20    |
| 28    | 10 a 14 | 28    |
| 36    | 5 a 9   | 8     |
| 16    | 0 a 4   | 28    |

## Economia

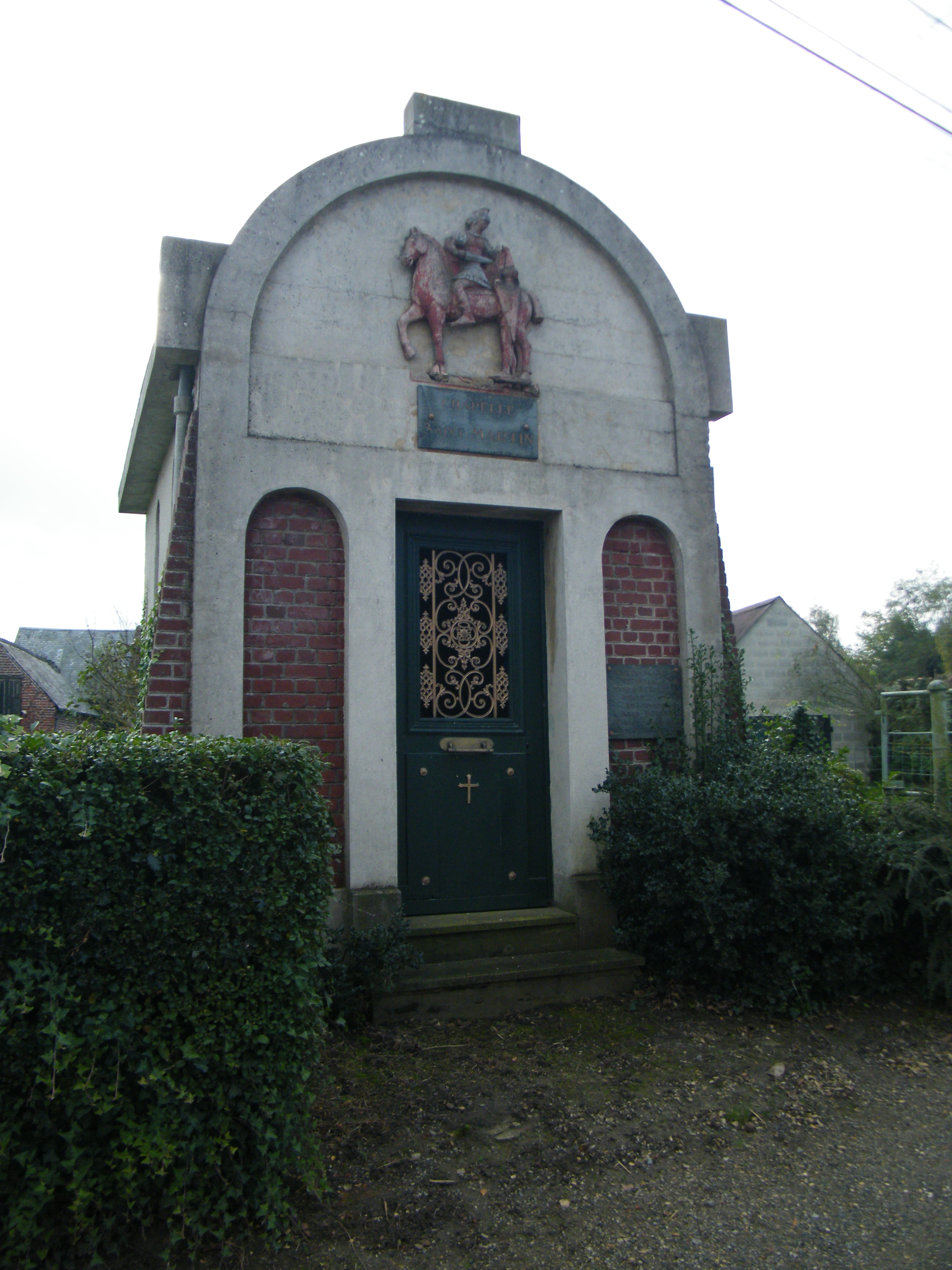

El 2007 la població en edat de treballar era de 475 persones, 337 eren actives i 138 eren inactives. De les 337 persones actives 298 estaven ocupades (165 homes i 133 dones) i 39 estaven aturades (18 homes i 21 dones). De les 138 persones inactives 45 estaven jubilades, 41 estaven estudiant i 52 estaven classificades com a «altres inactius».

### Ingressos

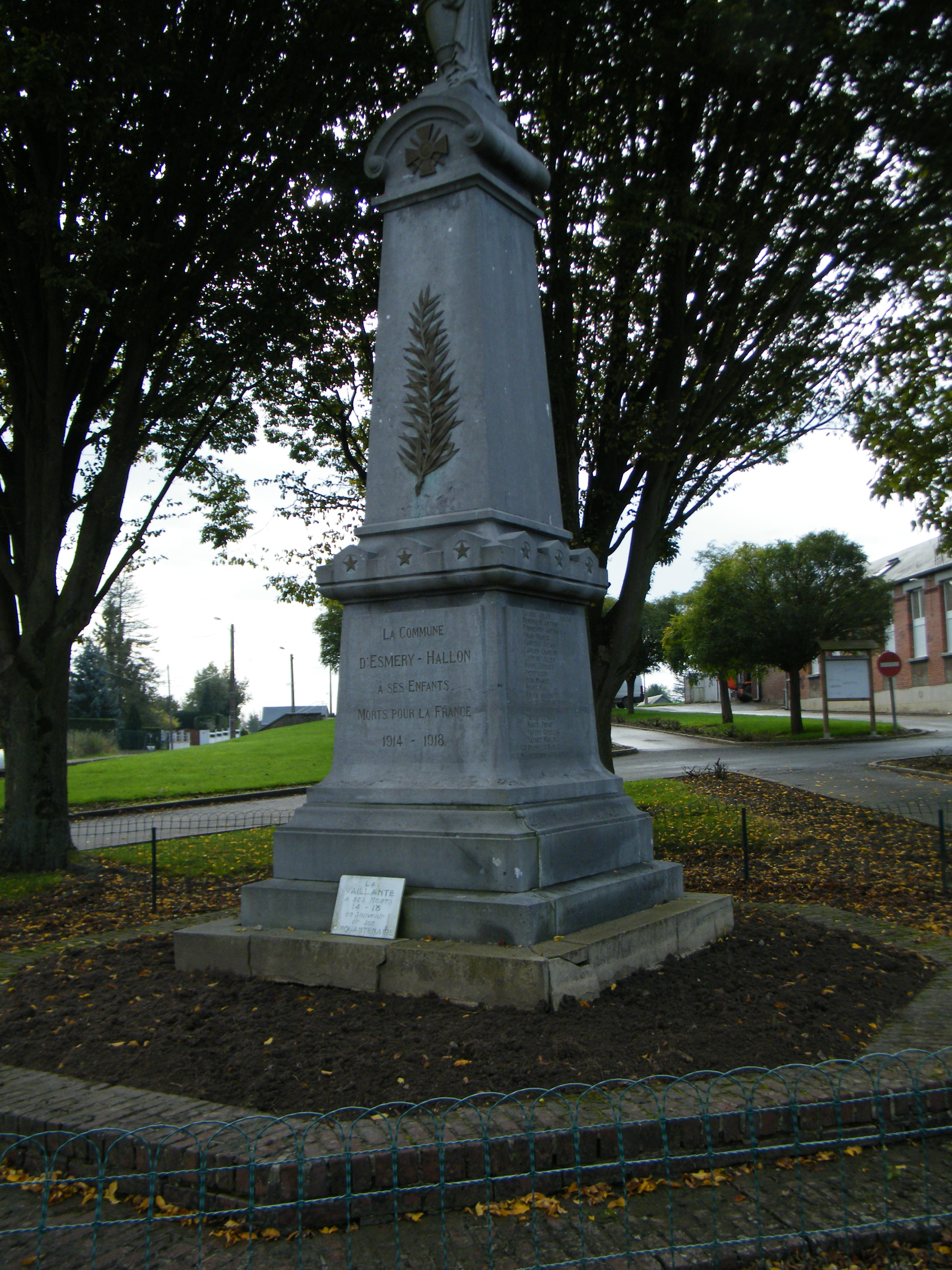

El 2009 a Esmery-Hallon hi havia 301 unitats fiscals que integraven 803,5 persones, la mediana anual d'ingressos fiscals per persona era de 16.672 €.

### Activitats econòmiques
Dels 13 establiments que hi havia el 2007, 2 eren d'empreses de construcció, 3 d'empreses de comerç i reparació d'automòbils, 5 d'empreses de transport, 1 d'una empresa d'hostatgeria i restauració, 1 d'una empresa de serveis i 1 d'una empresa classificada com a «altres activitats de serveis».
Dels 5 establiments de servei als particulars que hi havia el 2009, 1 era una oficina de correu, 1 taller de reparació d'automòbils i de material agrícola, 1 fusteria, 1 perruqueria i 1 restaurant.
L'any 2000 a Esmery-Hallon hi havia 17 explotacions agrícoles.

## Equipaments sanitaris i escolars
El 2009 hi havia una escola elemental.

## Poblacions més properes
El següent diagrama mostra les poblacions més properes.